# Polylobarthron margelanicus
Polylobarthron margelanicus är en skalbaggsart som först beskrevs av André Théry 1896.  Polylobarthron margelanicus ingår i släktet Polylobarthron och familjen långhorningar. Inga underarter finns listade i Catalogue of Life.